# FC Jazz
FC Jazz este un club de fotbal din Pori, Finlanda.

## Premii
- Campionate ale Finlandei
  - 1993, 1996 [1]